# Basay (Negros oriental)
Pour les articles homonymes, voir Basay.
Basay est une localité de la province du Negros oriental, aux Philippines. En 2015, elle compte 26 566 habitants.